# 435 (số)
435 (bốn trăm ba mươi lăm) là một số tự nhiên ngay sau 434 và ngay trước 436.